# Metropolit
Das Amt des Metropoliten bezeichnet seit dem frühen Christentum einen Oberbischof, der einem Verbund von Bistümern vorsteht und seinen Sitz in einer Provinzhauptstadt (altgriechisch μητρόπολις, mētrópolis „Mutterstadt“ (einer Kolonie); vgl. Metropole) hat. Heute existiert das Amt des Metropoliten noch in der römisch-katholischen Kirche sowie in den orthodoxen Kirchen, wobei sich die rechtliche Ausgestaltung unterscheidet.

## Orthodoxe Metropolie

### Ursprung
Μητρόπολις bezeichnete im östlichen Teil des Römischen Reiches die Hauptstadt einer Provinz (ἐπαρχία, eparchía). Der politische Begriff wurde in die kirchliche Terminologie übernommen und bezeichnete den Zusammenschluss mehrerer Bistümer (ἐνορία, enoría; ἐπισκοπή, episkopḗ) unter der Leitung eines Oberbischofs.
Der Metropoliten-Titel beruht auf der sogenannten kirchlichen Metropolitanverfassung, deren Ursprung bis in das zweite Jahrhundert zurückreicht, und die bis zum vierten Jahrhundert voll ausgeprägt war. In diesem Zeitraum hatten sich im Römischen Reich christliche Bistumsverbände (Metropolien) gebildet, deren Umfang an die römischen Provinzen angelehnt war und die zum damaligen Inbegriff der Ortskirche wurden. Da die christliche Mission meist von den Städten ausging, erstreckte sich die Autorität des Metropolitanbischofs auch auf die umliegenden Gebiete.
Bei der Synode von Antiochia wurde eine Tendenz zur Angleichung von kirchlichen und staatlichen Verwaltungseinheiten erkennbar (Kan. 9). In den Kanones des Ersten ökumenischen Konzils von Nicäa (325) werden μητρόπολις (Kan. 7) und μητροπολίτης (Kan. 4, 6) erwähnt, wobei die Metropolie der politischen Provinz (Eparchie) entspricht (Kan. 4, 5, 6). Die Übereinstimmung zwischen kirchlichen und staatlichen Verwaltungsstrukturen wurde im Konzil von Chalkedon (Kan. 17) und beim Trullanum II (Kan. 38) bekräftigt.

### Aufgaben
Den Metropoliten oblag die disziplinare Aufsicht ihrer Provinz, sie waren die zweite Instanz nach dem Bischofsgericht und die erste Instanz bei Streitigkeiten der Bischöfe untereinander. Weiterhin oblagen ihnen die Aufsicht und Bestätigung der Wahl von Suffraganbischöfen, sowie die Leitung und Einberufung von Metropolitansynoden, die ursprünglich zweimal im Jahr, zu Ostern und im Herbst, stattfinden sollten.
Im Zuge der Ausbildung der Patriarchalverfassung im fünften Jahrhundert verloren die Metropoliten an Bedeutung, wirkten jedoch weiterhin an der Patriarchatsverwaltung mit, indem sie an der Endemusa-Synode (Patriarchalsynode) sowie an der Wahl des Patriarchen und der Metropoliten teilnahmen.

### Archiepiskopoi
Einige Metropoliten der Ostkirchen führten den Titel archiepískopos (ἀρχιεπίσκοπος), z. B. Athen, Thessaloniki und Ephesos. Der Patriarch von Alexandrien ist wahrscheinlich der erste Oberbischof, der vor dem vierten Jahrhundert den Titel archiepiskopos führte. Der Titel war im Illyricum verbreitet und dürfte dort der Begriffswelt der römischen Kirche (Erzbischof) entnommen worden sein. Auch Metropoliten von Städten, die sich auf einen apostolischen Ursprung beriefen, führten den Archiepiskopos-Titel.
Im Unterschied zu Archiepiskopoi hatten die autokephalen Erzbischöfe (ἀρχιεπίσκοποι αὐτοκέφαλοι) einen Rang zwischen Metropoliten und Bischöfen inne. Dies waren meist Bistümer, die im Laufe der Geschichte durch einen günstigen Zufall von ihren Metropolien unabhängig geworden waren; im Unterschied zu Metropolien waren ihnen üblicherweise keine Suffraganbistümer unterstellt. Sonst waren die autokephalen Erzbischöfe Metropoliten gleichgestellt und etwa an der Endemusa teilnahmeberechtigt. Die autokephalen Erzbischöfe bildeten oft eine politische Stütze der Patriarchen gegen die Interessen der Metropoliten.
Im Gegensatz zu den kleinen autokephalen Erzbischöfen waren die Erzbischöfe einiger großer autokephaler Erzbistümer wie Ohrid (Bulgarien), Zypern und Kiew de facto Patriarchate ohne Patriarchentitel. Ab dem 13. bzw. 14. Jahrhundert waren auch das serbische Erzbistum Žiča (Peć) und das bulgarische Erzbistum Trnovo zeitweise als Patriarchate anerkannt.

### Rang
Der Rang von Metropoliten, Archiepiskopoi und Bischöfen innerhalb ihrer Kategorien war vom Rang ihrer Bistümer bestimmt, der vom 4. bis zum 15. Jahrhundert in mehreren Bistumslisten (Klesis, Notitiae episcopatuum) niedergeschrieben wurde. Der Metropolit von Kaisareia, als ranghöchster Metropolit des Patriarchats von Konstantinopel, wurde als protothronos des Patriarchats bezeichnet. Analog dazu war das ranghöchste Suffraganbistum einer Metropolie deren protothronos.

### Wahl
Die Wahl des Metropoliten glich ursprünglich einer gewöhnlichen Bischofswahl und oblag der Metropolitansynode. Im Patriarchat von Konstantinopel ging man jedoch etwa ab dem siebten Jahrhundert dazu über, die Metropoliten von der Endemusa vorschlagen und vom Patriarchen auswählen zu lassen. Die Endemusa schlug dem Patriarchen drei Kandidaten vor, von denen der Patriarch einen zum Metropoliten bestimmte. Der Kaiser reservierte sich ein Vetorecht gegen den Dreiervorschlag.
Die Wahl zum Patriarchen von Konstantinopel erfolgte nach dem gleichen Muster: die Endemusa schlug drei Kandidaten vor, von denen der Kaiser einen zum Patriarchen wählte.

## Katholische Ostkirchen
In den Katholischen Ostkirchen ist die Rolle des Metropoliten gleich der in der Orthodoxen Kirche.

## Römisch-katholische Kirche

### Kirchenprovinzen

Wappenmuster eines Erzbischofs als Metropolit

In der römisch-katholischen Kirche ist der Metropolit der Vorsteher einer Kirchenprovinz, eines Verbandes von Diözesen. Er ist Erzbischof und residierender Bischof einer Diözese der Kirchenprovinz (435  CIC).  Diese Diözese hat einen Metropolitansitz und wird als Metropolitanbistum bezeichnet, die übrigen Diözesen der Kirchenprovinz sind dessen Suffragane (Suffraganbistümer). Die Kathedrale des Metropolitanbistums wird auch Metropolitankirche genannt. Eine Besonderheit bildet die Diözese Rom: Obwohl der Papst auch Metropolit der Kirchenprovinz Rom ist, führt er in dieser Funktion nur die Bezeichnung Bischof, nicht Erzbischof.

### Befugnisse
Gegenüber den Diözesanbischöfen der zu seiner Kirchenprovinz gehörenden Bistümer hat der Metropolit folgende zusätzliche Rechte:
- Er soll darüber wachen, dass Glaube und kirchliche Disziplin gewahrt werden, und eventuelle Missbräuche dem Papst mitteilen.
- Er soll eine kanonische Visitation durchführen, wenn ein Suffraganbischof dieses unterlassen hat; der Grund hierfür muss jedoch vorher vom Apostolischen Stuhl anerkannt werden.
- Er soll bei Vakanz eines Bischofsstuhls den Diözesanadministrator ernennen, wenn dieser nicht innerhalb von acht Tagen rechtmäßig gewählt wurde oder die vom Recht vorgeschriebenen Voraussetzungen nicht erfüllt (436, § 1  CIC).
- Das Gericht des Metropoliten fungiert in seiner Kirchenprovinz üblicherweise als Gerichtshof zweiter Instanz (1438, § 1 Nr. 1  CIC).
- Er beruft mit Zustimmung seiner Suffraganbischöfe das Provinzialkonzil ein.

Wenn besondere Umstände dies erfordern, können dem Metropoliten vom Apostolischen Stuhl besondere Aufgaben und Vollmachten zugewiesen werden, die rechtlich genau zu fassen sind (436, § 2  CIC); andere Leitungsgewalten kommen dem Metropoliten nicht zu. Er kann jedoch in allen Kirchen seiner Kirchenprovinz geistliche Handlungen ausüben wie ein Bischof in seiner eigenen Diözese, in einer anderen Bischofskirche allerdings nur nach vorheriger Verständigung des Bischofs (436, § 3  CIC).
Metropoliten haben zudem das Recht, innerhalb ihrer Kirchenprovinz während der Eucharistiefeier das Pallium zu tragen, das sie als besonderes Zeichen vom Papst ausgehändigt bekommen haben.

### Metropolien im deutschsprachigen Raum
Metropolitanbistümer in Deutschland sind die Erzbistümer Berlin, Bamberg, Freiburg, Hamburg, Köln, München und Freising und Paderborn.
Metropolitansitze in Österreich sind die Erzdiözesen Salzburg und Wien.
Die Schweiz hat keine Metropolitansitze, da die Eidgenossenschaft die Errichtung von Kirchenprovinzen als gegen den egalitären Geist der Kantone gerichtet ansieht. Auch Luxemburg und Liechtenstein haben keine Kirchenprovinzen, sondern bestehen jeweils aus einem Erzbistum, das unmittelbar dem Heiligen Stuhl untersteht (Immediat, Exemtion). Diese Erzbischöfe sind daher nicht Metropolitanbischöfe und tragen auch nicht das Pallium.
Die mehrheitlich deutschsprachige Diözese Bozen-Brixen gehört zum italienischen Metropolitanbistum Trient.

## Evangelische Kirchen
In evangelischen Kirchen ist der Titel nicht üblich. Nur in der Landgrafschaft Hessen wurden schon im 16. Jahrhundert einzelne Pfarrer (meist an Stadtkirchen) nebenamtlich zu Metropolitanen bestimmt. Sie unterstanden den Superintendenten und hatten jeweils in einem kleineren Bereich die Aufsicht über die Pfarrer. Sowohl in der Evangelischen Landeskirche in Hessen als auch in der Evangelischen Landeskirche in Hessen-Kassel bestand dieses Amt bis ins 19. Jahrhundert.